# Strathcona-Sherwood Park (circonscription électorale provinciale)
Circonscription électorale provinciale du Canada
Strathcona-Sherwood Park (auparavant Strathcona) est une circonscription électorale provinciale de l'Alberta (Canada), située à l'est d'Edmonton. Elle comprend une partie du Comté de Strathcona. Son député actuel est la néo-démocrate Estefania Cortes-Vargas.

## Liste des députés
| Années                   | Années         | Député                  | Parti politique           |
| Strathcona               | Strathcona     | Strathcona              | Strathcona                |
| ------------------------ | -------------- | ----------------------- | ------------------------- |
|                          | 2004 - 2008    | Rob Lougheed            | Progressiste-conservateur |
|                          | 2008 - 2012    | Dave Quest              | Progressiste-conservateur |
| Strathcona-Sherwood Park |                |                         |                           |
|                          | 2012 - 2015    | Dave Quest              | Progressiste-conservateur |
|                          | 2015 - présent | Estefania Cortes-Vargas | Néo-démocrate             |